# キータッチ2000テスト
キータッチ2000テストとは、日本商工会議所が実施する、コンピュータの入力機器であるキーボードを使った文字の入力速度・操作技能を証明する試験である。尚、日本商工会議所は本試験をキーボード操作技能認定制度の初級と位置づけており、中級、上級に該当する試験としてビジネスキーボード認定試験が日本商工会議所により実施されている。

## 試験概要
試験は商工会議所が指定するネット試験施行機関にて実施される。実施時期は随時、毎週、毎月に分かれており、施行機関によって異なる。試験時間は10分間、練習時間5分間。試験問題は英字、数字、記号による2000字から成り、試験会場に用意されたパソコンの画面にランダム、ローマ字、英単語の各形式で表示された文字を受験者がキーボードで入力する形式で行われ、高いスコアを出すためにはタッチタイピング（ブラインドタッチ）の習得が欠かせない。10分間に入力できた文字数によってキーボードの操作技能が証明され、試験後、受験者全員に技能認定証明書が発行される。また、試験問題の全2000字を入力した受験者にはゴールドホルダーの称号が与えられる。受験料は1,500円。尚、過去にはCD-ROMによる受験が可能だったが平成18年度をもって終了し、平成19年度からはインターネットを利用したネット試験のみが実施されている。

## 教材
本試験の教材として日本商工会議所が監修した「トレーニングCD-ROM」が株式会社カリアックより発売されている。
2023年3月には、キータッチ2000検定公式ページに「キータッチ学習教材」として無料でできるブラウザアプリ「ナレッジタイピング」が紹介されている。